# Delphinium austroaltaicum
Delphinium austroaltaicum är en ranunkelväxtart som beskrevs av A.L.Ebel. Delphinium austroaltaicum ingår i släktet storriddarsporrar, och familjen ranunkelväxter. Inga underarter finns listade i Catalogue of Life.